# Szljugyanka
Szljugyanka (oroszul: Слюдянка) város Kelet-Szibériában, Oroszország Irkutszki területén, a Szljugyankai járás székhelye.	
Lakossága: 18 574 fő (a 2010. évi népszámláláskor).

## Fekvése
Az Irkutszki terület déli részén, a Bajkál-tó délnyugati végénél, Irkutszktól országúton 110 km-re, a Szljugyanka és a Pohabiha folyó partján helyezkedik el. (A Szljugyanka ideiglenes vízfolyás, mivel fő mellékfolyóját egy föld alatti medren át a Bajkál-tóba vezették.) Területe 38,7 km². A Hamar-Daban-hegység előterét alkotó platóra épült, melyet hegykoszorú vesz körül.
Vasúti csomópont a transzszibériai vasútvonalon. A város mellett vezet a „Bajkál” nevű R258-as főút (korábban M55 jelű). Szljugyankában kezdődik a Bajkál „körüli” (történelmi) vasútvonal.
Neve a csillám orosz nevéből (szljuda) származik. Az értékes ásvány nagy mennyiségben fordul elő a közeli hegységben, bányászata hozzájárult a település keletkezéséhez és fejlődéséhez. A város környékén található sokféle ásványi kincs közül a csillám (csillám-flogopit) mellett fontos még a márvány, a márványos mészkő („jura-márvány”) és a lazurit.
A Bajkál medencéjében a tektonikus (szerkezeti) mozgások korunkban is tartanak, ezért gyakoriak a földrengések. Az utóbbi idők legerősebb földrengése 2008-ban pattant ki, erejéhez képest Szljugyankában kevés kárt okozott.

## Története
A Bajkálnak ezt a környékét az oroszok megjelenése előtt burjátok és evenkik lakták. Az ide érkezett kozákok a csillám-flogopit lelőhelyét a Szljugyanka középső folyásán már 1647-ben felfedezték. A folyónál, egy közeli evenki település helyén kis faerődöt építettek, de azt hamarosan kissé távolabbra költöztették (a mai Kultuk falu helyére), és a csillám lelőhelye feledésbe merült.
Kelet-Szibéria déli határvidékén az oroszok térhódításának, illetve betelepedésének I. Pál orosz cár erre vonatkozó rendelete adott újabb lökést. 1802-ben a mai Szljugyanka helyén téli szállást létesítettek. Ennek szerepe megnőtt, miután Irkutszkból a hegyeken át utat vágtak a nagy kereskedelmi forgalmat lebonyolító Kjahta határvárosba, az 1860-as évek közepén pedig megépült a Bajkál menti szekér- és postaút.
Szljugyanka alapítása (1899) a korábbi téli szállás helyén a „Bajkál körüli”-nek nevezett vasútvonal (Krugobajkalszkaja zseleznaja doroga) építéséhez kötődik. Itt rendezkedett be két nagy vonalszakasz építési igazgatósága; az építkezésen kényszermunkára ítélt rabok dolgoztak. A mozdony depo és a fehér márványból épített állomásépület 1904-ben készült el, a vasútvonalon 1905-ben indult meg a forgalom. A település 1912-ben városi rangot kapott. A csillám ipari méretű bányászata 1924-ben kezdődött, később bányaigazgatóságot alapítottak. Szljugyanka 1930-ban lett járási székhely, 1936-ban kapott városi rangot.
Még a háború előtt megkezdték az Irkutszk–Szljugyanka vasútvonal (130 km) építését, de az csak 1949-ben készült el. A háború utáni években megindult a környék részletes geológia kutatása. Ennek során fedezték fel többek között a márványos mészkő („jura-márvány”) lelőhelyét is. 1957-ben nyitották meg az Irkutszki terület akkor legnagyobb kőfejtőjét, mely az építőanyagipart (cementgyártás) és az angarai vízerőművek építkezését látta el alapanyaggal. A kőbányászat beindításával párhuzamosan felépült a városban egy panelházakból álló 1500 fős lakótelep is. 
Szljugyankában a csillám ipari méretű bányászata ötven évvel a kezdetek után, 1974-ben központi utasításra fejeződött be. (Korábban megépült egy feldolgozóüzem is.) Ezt követően a bányaigazgatóság átállt márvány, gneisz és granodiorit bányászatára; új bányákat nyitottak, kőfeldolgozó és mozaiklap készítő üzemeket létesítettek. Termékeit Moszkva, Novoszibirszk több metróállomásának burkolására is felhasználták.

### 1990 után
1993-ban a bányaigazgatóság Bajkalszkij mramor ('bajkál márvány') néven részvénytársasággá alakult át, majd kisebb gazdasági társaságokká esett szét. A nagy halkonzervgyárat (a város közelében épült, 1943-ban adták át) szintén privatizálták és a halászati ágazat válsága miatt 1998-ban megszüntették.

## A mai város
Szljugyanka az autóút és a vasútvonal két oldalán helyezkedik el. Nagy része földszintes, kertes faházakból áll, a városközpontot és az ipari negyedet emeletes tégla- és panelépületek alkotják. A város nevezetessége az 1905-ben márványból készült állomásépület. A vasút másik emléke a vörös téglából emelt víztorony is. Az állomással szemben fából épült templom áll. 
A turizmus és az Irkutszkból kirándulók szempontjából a város nagy vonzereje a Bajkál-tó és a hegyek tóba ékelődő nyúlványa, a Sámán-fok. Szljugyanka II. állomás a kiindulópontja a „Bajkál körüli” történelmi vasútvonalnak, mely számos alagútjával, hidaival és támfalaival együtt a 20. század elejéről fennmaradt ipari emlék. Itt látható Valerij Zsigalov magánmúzeuma, négyezer darabból álló ásványgyűjteménye. A sportturizmus lehetőségei is adottak: a Hamar-Daban-hegységet felkereső sportolók: síelők, hegymászók, a gyalogtúrák és az extrémsportok kedvelői gyakori vendégei a városnak. A fejlődésnek akadálya a hiányos infrastruktúra, hosszú ideje megoldatlan vagy korszerűtlen a hő- és a melegvíz szolgáltatás, kevés a szálloda. Sokáig hiányzott, de 2010-ben elkészült a víztisztító állomás. 